# Ronald Poulton-Palmer
Pour les articles homonymes, voir Poulton et Palmer.

a Compétitions nationales et continentales officielles uniquement.

b Matchs officiels uniquement.
Ronald William Poulton-Palmer, né le 12 septembre 1889 à Headington et mort le 5 mai 1915 à Ploegsteert, est un joueur de rugby à XV anglais évoluant au poste de demi d'ouverture puis d'ailier et de centre. Joueur de l'Oxford University RFC puis des Harlequins, il joue également avec l'équipe d'Angleterre de rugby à XV avec qui il remporte quatre victoires dans le Tournoi des Cinq Nations dont deux Grands Chelems en 1913 et 1914. Il est tué au front en Belgique pendant la première Guerre mondiale.

## Biographie

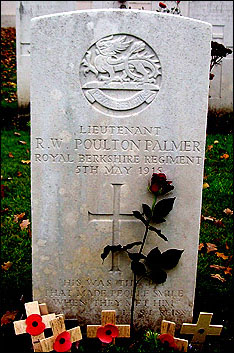
La tombe de Ronald Poulton-Palmer se trouve à Comines-Warneton en Belgique.

Né à Headington, il est le fils de Sir Edward Bagnall Poulton, le zoologiste et de son épouse Emily Palmer. Il va à l'école à Rugby, et au Balliol College d'Oxford (Université d'Oxford),. Il accède donc à l'équipe de rugby de l'université au poste de demi d'ouverture et se révèle être un joueur de grand talent réalisant de nombreux exploits individuels. Par exemple, il marque cinq essais lors du Varsity Match de 1909. Son jeu très individuel exaspère ses coéquipiers qui ne veulent plus jouer avec lui. Ceux-ci lui déclarent « Tu es le meilleur d'entre nous, c'est certain. Mais sans toi nous jouons mieux. ». Il quitte donc Oxford et rejoint le club londonien des Harlequins où il est replacé au centre ce qui permet aux ailiers et à son équipe de mieux profiter de ses exploits.
Ronald Poulton-Palmer connaît sa première sélection avec l'équipe d'Angleterre le 16 janvier 1909 contre l'équipe de France. La même année, il dispute deux matches du Tournoi britannique contre l'Irlande et l'Écosse. Il dispute ensuite cinq éditions du Tournoi des Cinq Nations en 1910, 1911, 1912, 1913 et 1914, réalisant le Grand Chelem avec l'Angleterre lors de ces deux dernières éditions. Il est le capitaine du XV de la Rose lors des quatre dernières rencontres qu'il dispute, et en 1914, il inscrit quatre essais contre la France. En 1913, il dispute le test match contre les Springboks venus faire une tournée en Europe. Il connaît au total 17 sélections et marque 28 points. Il est alors considéré comme le meilleur trois-quart du monde. 
Il change son nom pour celui de Poulton-Palmer après avoir hérité de la fortune de son oncle G.W. Palmer de la compagnie de biscuits Huntley & Palmers en 1913. Il est volontaire lors de la Première Guerre mondiale et se retrouve au front ouest en mars 1915 dans le régiment Royal Berkshire. Il est tué par un tireur embusqué deux mois plus tard à Ploegsteert en Belgique,. Une rumeur laisse entendre que ses derniers mots auraient été « je ne rejouerai plus à Twickenham ». Il est enterré dans la zone Hyde Park Corner du cimetière de Comines-Warneton dédiée aux membres du Royal Berkshire.
Dans le cadre des célébrations du centenaire du stade de Twickenham, il est intégré au Twickenham Wall of Fame, récompensant les cent meilleurs joueurs ayant marqué de leur empreinte l'histoire du stade, à l'occasion du match du Tournoi des Six Nations entre l'Angleterre et la France le 7 avril 2001,.

## Palmarès
Ronald Poulton-Palmer possède quatre victoires dans le Tournoi des Cinq Nations : deux Grand Chelem en 1913 et 1914, une victoire en 1910 et une victoire partagée avec l'Irlande en 1912. Il est également vainqueur du Varsity Match en 1909 avec l'équipe de rugby d'Oxford.
| Édition de tournoi            | Rang | Résultats Angleterre | Résultats Poulton-Palmer | Matches Poulton-Palmer |
| ----------------------------- | ---- | -------------------- | ------------------------ | ---------------------- |
| Tournoi britannique 1909      | 3    | 1 v, 0 n, 2 d        | 1 v, 0 n, 1 d            | 2/3                    |
| Tournoi des Cinq Nations 1910 | 1    | 3 v, 1 n, 0 d        | 1 v, 0 n, 0 d            | 1/4                    |
| Tournoi des Cinq Nations 1911 | 3    | 2 v, 0 n, 2 d        | 1 v, 0 n, 0 d            | 1/4                    |
| Tournoi des Cinq Nations 1910 | 1    | 3 v, 0 n, 1 d        | 2 v, 0 n, 1 d            | 3/4                    |
| Tournoi des Cinq Nations 1913 | 1    | 4 v, 0 n, 0 d        | 4 v, 0 n, 0 d            | 4/4                    |
| Tournoi des Cinq Nations 1914 | 1    | 4 v, 0 n, 0 d        | 4 v, 0 n, 0 d            | 4/4                    |
| Sur 23 matches joués          | —    | 17 v, 1 n, 5 d       | 13 v, 0 n, 2 d           | 15/27                  |

Légende : v = victoire ; n = match nul ; d = défaite ; la ligne est en gras quand il y a grand Chelem.

## Statistiques en équipe nationale
Entre 1909 et 1914, Ronald Poulton-Palmer dispute dix-sept matches avec l'équipe d'Angleterre au cours desquels il marque huit essais. Il participe notamment à six Tournois des Cinq Nations et il est capitaine du XV de la Rose à quatre reprises.